# Кощій Безсмертний (опера)
«Кощій Безсмертний» («осіння казочка») — опера на одну дію 3 картини російського композитора  Миколи Римського-Корсакова. Лібрето написано самим Римським-Корсаковим за участю С. Н. Римського-Корсакова за сценарієм Е. М. Петровського, який в свою чергу спирався на сюжет з російського фольклору.
Опера була написана в 1901—1902 роках. Перша постановка відбулася 12 (25) грудня 1902 року в оперному театрі Солодовникова в Москві, під управлінням Михайла Іпполітова-Іванова.

## Дійові особи
- Кощій Безсмертний (тенор)
- Царівна ненаглядна Краса (сопрано)
- Іван-королевич (баритон)
- Кощіївна (меццо-сопрано)
- Буря-богатир (бас)
- Невидимі голоси (закулісні хори).

## Сюжет

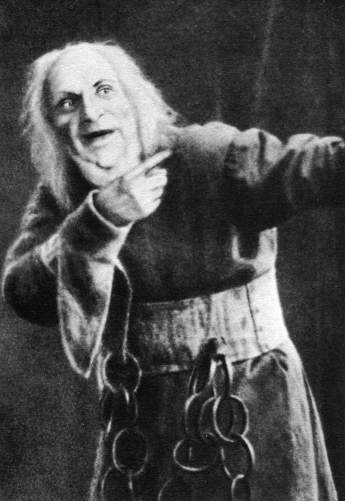
Іван Єршов у ролі Кощія

Картина перша. Понуро і похмуро в Кощіївому царстві. За частоколом, засадженим черепами, нудиться Царівна, ненаглядна Краса. Вона сумує за своїм нареченим: «Чи, може, забув ти царівну, мій витязь, і серцем володіє інша!».
Спираючись на костур, з терема виходить Кощій. Царівна благає його дати їй можливість ще хоч раз побачити нареченого — Івана Королевича. Кощій велить їй зазирнути в чарівне дзеркальце. Царівна бачить в люстерко спочатку красуню Кощіїву доньку, а потім поруч з нею і свого нареченого. Кощій теж заглядає в дзеркало і бачить там свою смерть. У переляку Кощій упускає дзеркальце, і воно розбивається.
Силою чар Кощій заховав свою смерть у сльозу дочки. Жорстоке й холодне серце Кощіївни. Багатьох витязів вона звабила й погубила своєю красою, і нікому ще не довелося побачити її сліз. Однак Кощієм оволодівають злі передчуття. Він посилає свого гінця Бурю-Богатиря до дочки дізнатися, чи міцно зберігає вона його смерть.
Кощій кличе Царівну — нехай заколишить його піснею, але вона не бажає йти в терем. Розсердившись, Кощій наганяє на царство заметіль і хуртовину. 
Картина друга. Тридесяте царство. На березі безмежного синього моря розкинулися володіння Кощіївни. Кощіївна готує чарівний напій, яким вона збирається приспати Івана Королевича і змусити його забути про кохану наречену. З'являється Іван Королевич. Кощіївна дає йому напитися з дороги. Королевич осушує кубок і дивиться як зачарований на Кощіївну, а образ Царівни заволікається туманом. Чарівне зілля присипляє його. Кощіївна заносить над ним свій гостро відточений меч, але в ту ж мить в сад вихором вривається Буря-Богатир. Порив свіжого вітру розсіює чари. Прокинувшись від сну, Іван Королевич разом з Бурей-Богатирем мчить у Кощіїве царство, до коханої нареченої.
Картина третя. Знову Кощіїва царство. Заметіль вщухла. Кощій спить в терему, а Царівна, сидячи на ганочку, наспівує йому зловісну колискову:
«Спи, усни, да не проснись,
Злая смерть тебе приснись…»
Буря-Богатир приносить у Кощіїве царство Івана Королевича. Радісна зустріч жениха і нареченої. Королевич захоплює Царівну за собою на волю, але на шляху виростає Кощіївна. Вона благає Королевича залишитися з нею, обіцяючи дати свободу Царівні. Любов прокинулася в холодному серці Кощіївни, змушуючи її болісно страждати. Рухома раптовим почуттям жалю, Царівна цілує Кощіївну в лоб. Пом'якшало серце Кощіївни, і з очей її полилися сльози. «Мої очі вперше плачуть... — вигукує вона. — І як роса квітка запашна, мені сльози серце освіжають...» Кощіївна перетворюється на прекрасну плакучу вербу.
Невидимі голоси сповіщають про смерть Кощія, про кінець Кощіїва царства. Через відкриті ворота відкривається широкий вид на поляну, освітлену сонцем, покриту весняної, свіжої, ніжною зелені та квітами. Буря-Богатир стоїть у воротах, вказуючи Королевичу і Царівну шлях на волю.

## Постановки
- 12 грудня 1902 — Москва, Московська приватна російська опера (диригент  Михайло Іпполітов-Іванов, худ. Малютін; Кощій Безсмертний — Фелікс Ошустович, царівна ненаглядна Краса — Надія Забела-Врубель, Іван-королевич — Михайло Бочаров, Кощіївна — Віра Петрова-Званцева, Буря-Богатир — Осипов).
- 27 березня 1905 — постановка учнів Петербурзької консерваторії в Драм. театрі Віри Комісаржевської (диригент Олександр Глазунов, закулісний хор під упр. автора; Кощій Безсмертний — Роман Гурович, Царівна ненаглядна Краса — Майзельс, Іван-королевич — Феофан Павловський, Кощіївна — Н. Ф. Лежен, Буря-богатир — Павлов).
- Січень 1917 — Великий театр (диригент Еміль Купер; Кощій Безсмертний — Володимир Пикок, царівна ненаглядна Краса — Антоніна Нежданова, Кощіївна — Надія Обухова, Буря-богатир — Осипов, Іван-королевич — Сергій Мігай).
- 30 січня 1919 — Петроградський академіч. театр опери та балету (диригент Олександр Хессін, режисери Іван Єршов (він же — виконавець партії Кащея) та Софія Масловська, худ. Костянтин Коровін)
- 1926 — Оперна студія Ленінградській консерваторії
- 1943 — Московський академічний музичний театр імені Станіславського і Немировича-Данченко
- 1950 — Ленингр. Малий оперний театр (диригент Едуард Грікуров, Реж. Соловйов, оформлення бригади художників Палеха під рук. Парілова; Кощій Безсмертний — Михайло Довенман, царівна ненаглядна Краса — Галина Скопа-Родіонова, Іван-королевич — Петров, Буря-богатир — Сильвестров, Кощіївна — Тадеуш Леліва).

Постановки за кордоном: Барселона (1924, на рус. яз.), Зальцбург (1928, російською мовою, в концертному виконанні Оперної студії Ленінградської консерваторії).